# UTC+3

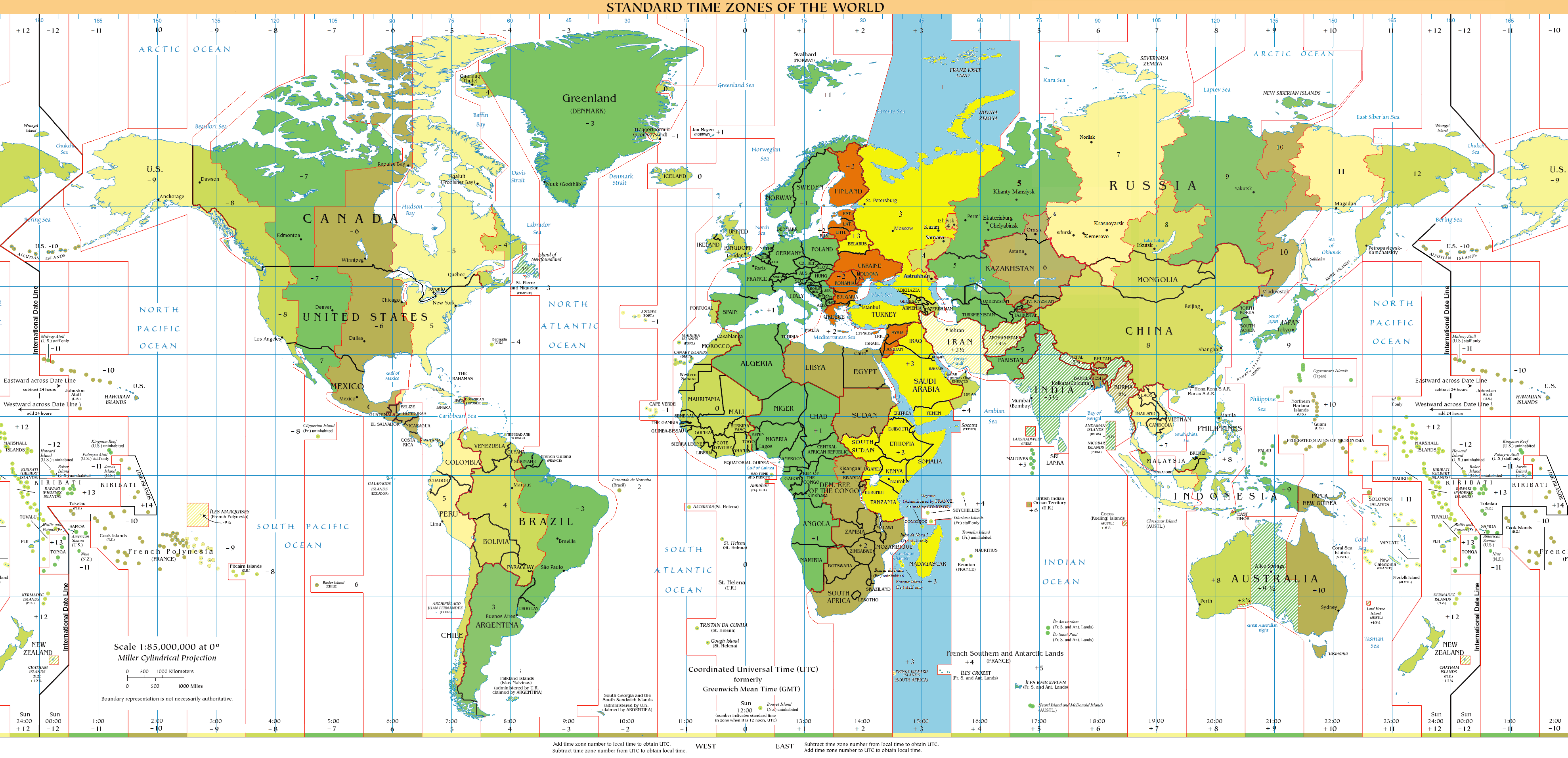
wintertijd
zomertijd
aan land, gehele jaar
op zee, gehele jaar

UTC+3 is de tijdzone voor:
- Moskoutijd
- Oost-Europese Zomertijd
- Oost-Afrikaanse Tijd
- Turkse Tijd
- Verder-oostelijk-Europese Tijd

## Landen en gebieden zonder zomertijd
Landen en gebieden zonder zomertijd zijn, op het noordelijk (*) respectievelijk het zuidelijk (**) halfrond:
- Bahrein*
- Comoren**
- Djibouti*
- Eritrea*
- Ethiopië*
- Irak*
- Jemen*
- Jordanië*
- Kenia*/**
- Koeweit*
- Madagaskar**
- Frankrijk: Mayotte**
- Oeganda**
- Qatar*
- Rusland*
  - Moskoutijd
- Saoedi-Arabië*
- Somalië*/**
- Syrië*
- Tanzania**
- Turkije*
- Zuid-Soedan*